# Martin Milner
Martin „Marty“ Sam Milner (* 28. Dezember 1931 in Detroit, Michigan; † 6. September 2015 in Carlsbad, Kalifornien) war ein US-amerikanischer Film- und Theaterschauspieler.

## Leben
Martin Milner wurde 1931 in Detroit als Sohn des Filmverleihers Sam Gordon Milner und der Tänzerin Mildred „Jerre“ Martin geboren. Die Familie wechselte später mehrfach den Wohnort. 1935 lebte sie in San Francisco und ließ sich später in Seattle nieder. Ab 1940 ist die Familie Milner in Los Angeles nachzuweisen. Bereits als Zehnjähriger sammelte Milner dort erste Erfahrungen in Kindertheater-Aufführungen.
Seine erste Filmrolle hatte er 1947 in Unser Leben mit Vater als Filmsohn von William Powell und Irene Dunne. Kurz nach Ende der Dreharbeiten erkrankte er an Poliomyelitis und konnte fast ein Jahr lang nicht mehr arbeiten. 1949 schloss er die Schule an der North Hollywood High School ab. 1950 lernte er bei den Dreharbeiten zum Kriegsfilm Okinawa (1951) den Schauspieler und Produzenten Jack Webb kennen, mit dem er später wiederholt für dessen Radioserie Polizeibericht zusammenarbeitete. Nach weiteren kleinen Rollen in Film und im Fernsehen wurde Milner 1952 zur Armee einberufen und diente dort zwei Jahre in einer Einheit, die unter anderem Ausbildungsfilme für die Armee produzierte.
Größere Bekanntheit verschafften ihn schließlich zwei Hauptrollen in populären Fernsehserien. 1960 erhielt er den Zuschlag für die Rolle des Tod Stiles in der Fernsehserie Route 66, die er von 1960 bis 1964 in 116 Folgen an der Seite von George Maharis (1960–1963) und Glenn Corbett (1963–1964) spielte. Danach erhielt Milner 1968 die Rolle des Officer Pete Malloy in der von Jack Webb produzierten Polizeiserie Adam-12, die er bis 1975 an der Seite von Kent McCord in 174 Folgen spielte. Von 1975 bis 1976 übernahm er in der Fernsehserie Die Schweizer Familie Robinson, einer Adaption des Schweizer Robinsons, die Rolle des Familienvaters Karl Robinson.
Danach war Milner bis Ende der 1990er Jahre als Schauspieler tätig, wobei er vor allem in Fernsehserien und Fernsehfilmen zu sehen war. Daneben trat er gelegentlich in Theaterinszenierungen auf, so unter anderem 1980 in einer Inszenierung von The Tender Trap an der Seite seiner Frau.
Von 1994 bis 2004 moderierte Milner gemeinsam mit Pete Gray beim San Diegoer Radiosender XTRA Sports 690 AM die Angler-Talkshow Let’s Talk Hook-Up.

## Privatleben
1957 heiratete er die Schauspielerin Judith Bess Jones. Aus der Ehe gingen vier Kinder hervor. Seine älteste Tochter Amy verstarb im Dezember 2004 an akuter myeloischer Leukämie. Milner starb am 6. September 2015 im Alter von 83 Jahren in seinem Zuhause im kalifornischen Carlsbad an Herzversagen.

## Filmografie (Auswahl)
- 1947: Unser Leben mit Vater (Life with Father)
- 1949: Du warst unser Kamerad (Sands of Iwo Jima)
- 1950: Unser eigenes Ich (Our Very Own)
- 1950–1951: The Stu Erwin Show (Fernsehserie, acht Folgen)
- 1951: Okinawa (Halls of Montezuma)
- 1951: Im Sturm der Zeit (I Want You)
- 1951: Unternehmen Seeadler (Operation Pacific)
- 1952: Gegenspionage (Springfield Rifle)
- 1952: Schlachtzone Pazifik (Battle Zone)
- 1952: Stadt im Würgegriff (The Captive City)
- 1953: Ärger auf der ganzen Linie (Trouble Along the Way)
- 1953: Dürstende Lippen (Last of the Comanches)
- 1953: Durch die gelbe Hölle (Destination Gobi)
- 1953–1958: The Life of Riley (Fernsehserie, vier Folgen)
- 1954: Bei Anruf Mord (Dial M For Murder)
- 1955: Mit Leib und Seele (The Long Gray Line)
- 1955: Keine Zeit für Heldentum (Mister Roberts)
- 1955: Es geschah in einer Nacht (Pete Kelly’s Blues)
- 1956: Testpiloten (On the Threshold of Space)
- 1956: Dem Tode entronnen (Pillars of the Sky)
- 1957: Überall lauert der Tod (Man Afraid)
- 1957: Zwei rechnen ab (Gunfight at the O.K. Corral)
- 1957: Dein Schicksal in meiner Hand (Sweet Smell of Success)
- 1958: Die Liebe der Marjorie Morningstar (Marjorie Morningstar)
- 1959: Der Zwang zum Bösen (Compulsion)
- 1960: Das unheimliche Erbe (13 Ghosts)
- 1960–1964: Route 66 (Fernsehserie, 116 Folgen)
- 1966: Liebesspiel im Schnee (Ski Fever)
- 1967: Die Vier vom Amazonas (Sullivan’s Empire, Fernsehfilm)
- 1967: Das Tal der Puppen (Valley of the Dolls)
- 1968–1975: Adam-12 (Fernsehserie, 174 Folgen)
- 1971: Columbo: Tödliche Trennung (Murder by the Book, Fernsehreihe)
- 1974: Hurricane (Fernsehfilm)
- 1975–1976: Die Schweizer Familie Robinson (Swiss Family Robinson, Fernsehserie, 20 Folgen)
- 1976: Die Flut bricht los (Flood) (Fernsehfilm)
- 1977: Todesflug (SST: Death Flight, Fernsehfilm)
- 1979: Gefahr über den Wolken (Crisis in Mid-air, Fernsehfilm)
- 1981: Die Hölle des Bill Carney (The Ordeal of Bill Carney, Fernsehfilm)
- 1985: Airwolf (Fernsehserie, eine Folge)
- 1985–1996: Mord ist ihr Hobby (Murder, She Wrote, Fernsehserie, fünf Folgen)
- 1989: Der Hai aus L.A. (Nashville Beat, Fernsehfilm)
- 1992: Life Goes On (Fernsehserie, fünf Folgen)
- 1994: RoboCop (Fernsehserie, zwei Folgen)
- 1997: Diagnose: Mord (Diagnosis Murder, Fernsehserie, eine Folge)